# Galiciai szőke szarvasmarha
A galiciai szőke szarvasmarha (spanyolul rubia gallega, galiciai nyelven rubia galega) egy spanyol, azon belül galiciai szarvasmarhafajta.

## Jellemzői
Viszonylag igénytelen, nagy alkalmazkodóképességű fajta. Nyugodt, engedelmes és könnyen kezelhető. Közepes méretű, arányos testfelépítésű, szegyének első része mélyre lógó, hosszú, ívelt, háta széles, lapos és izmos. Csontváza robusztus, erős és jól fejlett, combjai és lábai hosszúak, mindezen tulajdonságok pedig kiváló húsmarhává teszik. Színe általában vörösbarna, fahéjszínű, árnyalataiban az egészen világostól (marelo) a sötétig (bermello) terjedhet, patáinak és szarvainak színe a rózsaszínes fehértől a gesztenyebarnáig többféle is lehet, de végük többnyire sötétebb.

## Hasznosítása
A vágásra szánt borjakat 7–8 hónap természetes szoptatás után választják el anyjuktól, ezalatt átlagosan napi 1200 g-ot gyarapodnak. Élőtömegük 300–400 kg, össztömegüknek legfeljebb 40%-át teszik ki a fej, a belső szervek, valamint a paták és a szarvak. A kereskedelmileg hasznosítható hús 80%-ot tesz ki, ennek több mint 55%-a első osztályú vagy extra minőségű. A hús világos színű, hasonlóan egyéb fajták frissen elválasztott borjainak húsához, minősége nemcsak Spanyolországban, de a világ többi részén is elismertté és kedveltté teszi. Kutatások szerint olyan zsírsavakat is tartalmaz, amelyek akár a szív- és érrendszeri megbetegedések megelőzésében is hasznosak lehetnek.

## Szaporodása
Termékenységi rátája az országos átlaghoz hasonlóan 67% körül van, de az egy anyára jutó átlagos borjúszám 5, ami magasabb, mint a húsmarháknál szokásos érték, és az is az átlagnál jobb arány, hogy az anyák több mint 85%-ban egyedül szülnek. A harmadik szoptatási időszakban mért átlagos tejmennyiség 296 napos időtartományban 2239 kg (napi 7,56 kg), 4,4% zsírtartalommal.
Tejtermelő fajtákkal éppúgy szokták keresztezni, mint egyéb húsmarhákkal (pl. Avileña-Negra Ibérica marha, Limousini marha, Retinta marha).

## Elterjedés, létszám
A 2010-es években a galiciai szőke egyedszáma mintegy 50 000 volt, ennek 60%-át teszik ki a szaporításra használt legalább 24 hónapos nőstények és legalább 14 hónapos hímek. A Libro Genealógicónak megfelelő telepek száma 2750, így átlagosan 18 marha él egy ilyen telepen.
Eredetei elterjedési területük Spanyolország északnyugati autonóm közösségének, Galiciának főként a középső, hegyvidéki, a tenger szintje felett 300–600 méterrel fekvő részére korlátozódik. Ezen terület talaja többnyire gránitos és palás, az éghajlat langyos és nedves, 12–14 °C-os átlaghőmérséklettel és évi 150 esős nappal, 900 mm-nyi csapadékkal. A levegő páratartalma 75% körül alakul.
Emellett azonban ma már előfordul Kasztília és León, La Rioja, Aragónia, Madrid és Kasztília-La Mancha autonóm közösségekben is, sőt, elterjedőben van a világ többi részén, például Lengyelországban, Litvániában, Nicaraguában, az Amerikai Egyesült Államokban, Brazíliában, Chilében és Venezuelában is; ez utóbbi országokban keresztezik például a zebuval és más marhákkal (pl. Brahman, Nelore, Guzerat és Gyr fajtákkal) is.

## Képek

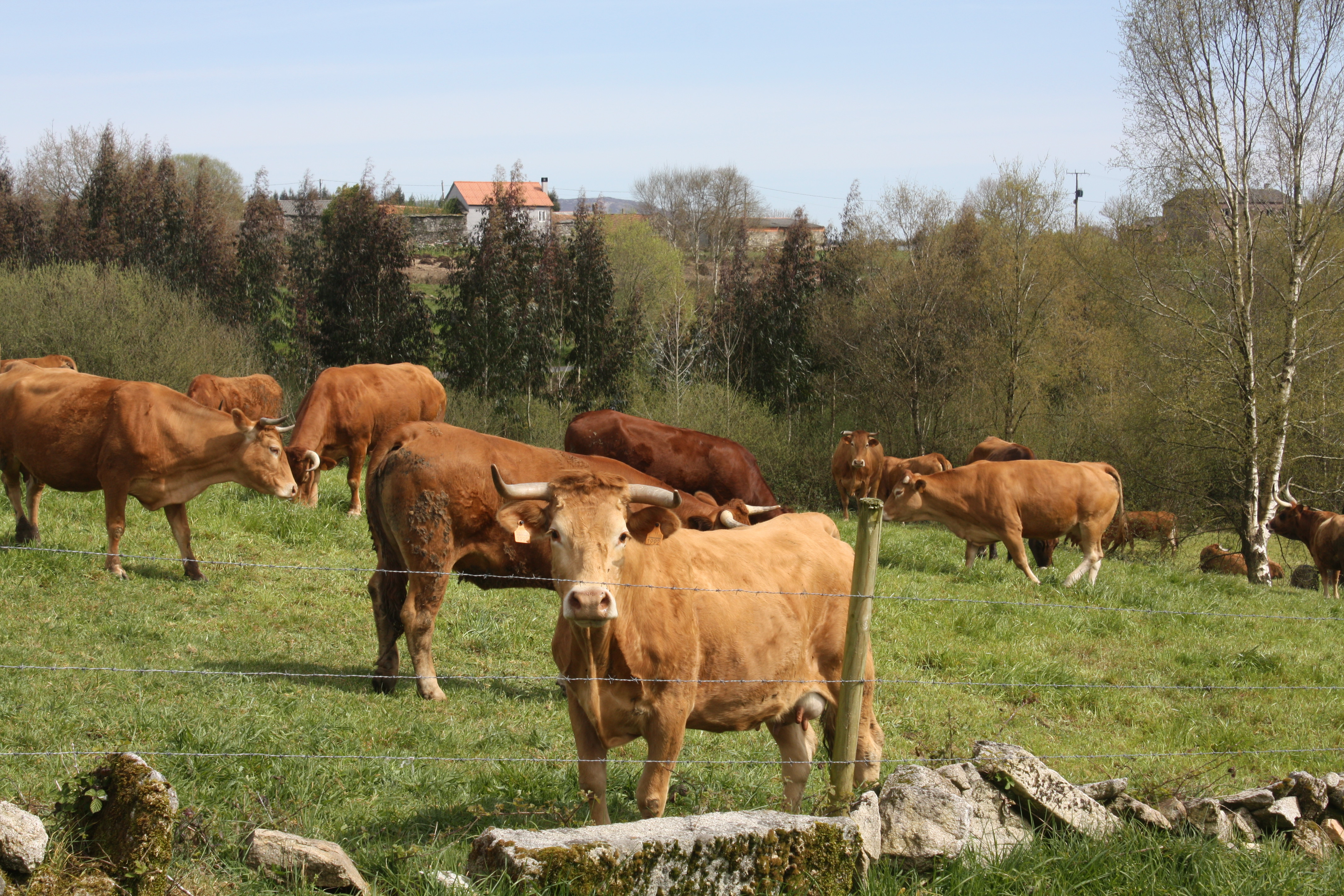
Csorda Dozónban
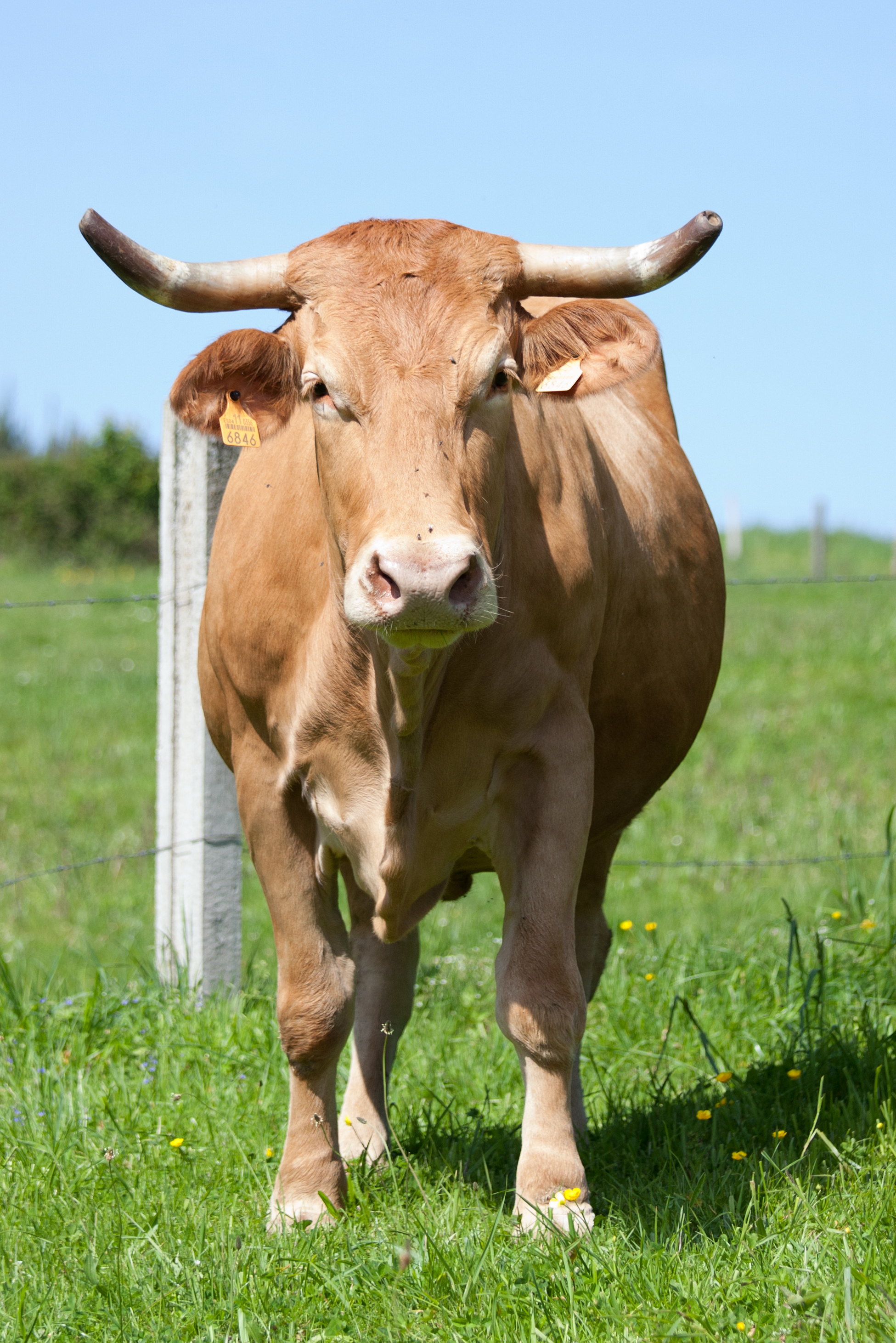
Szemből
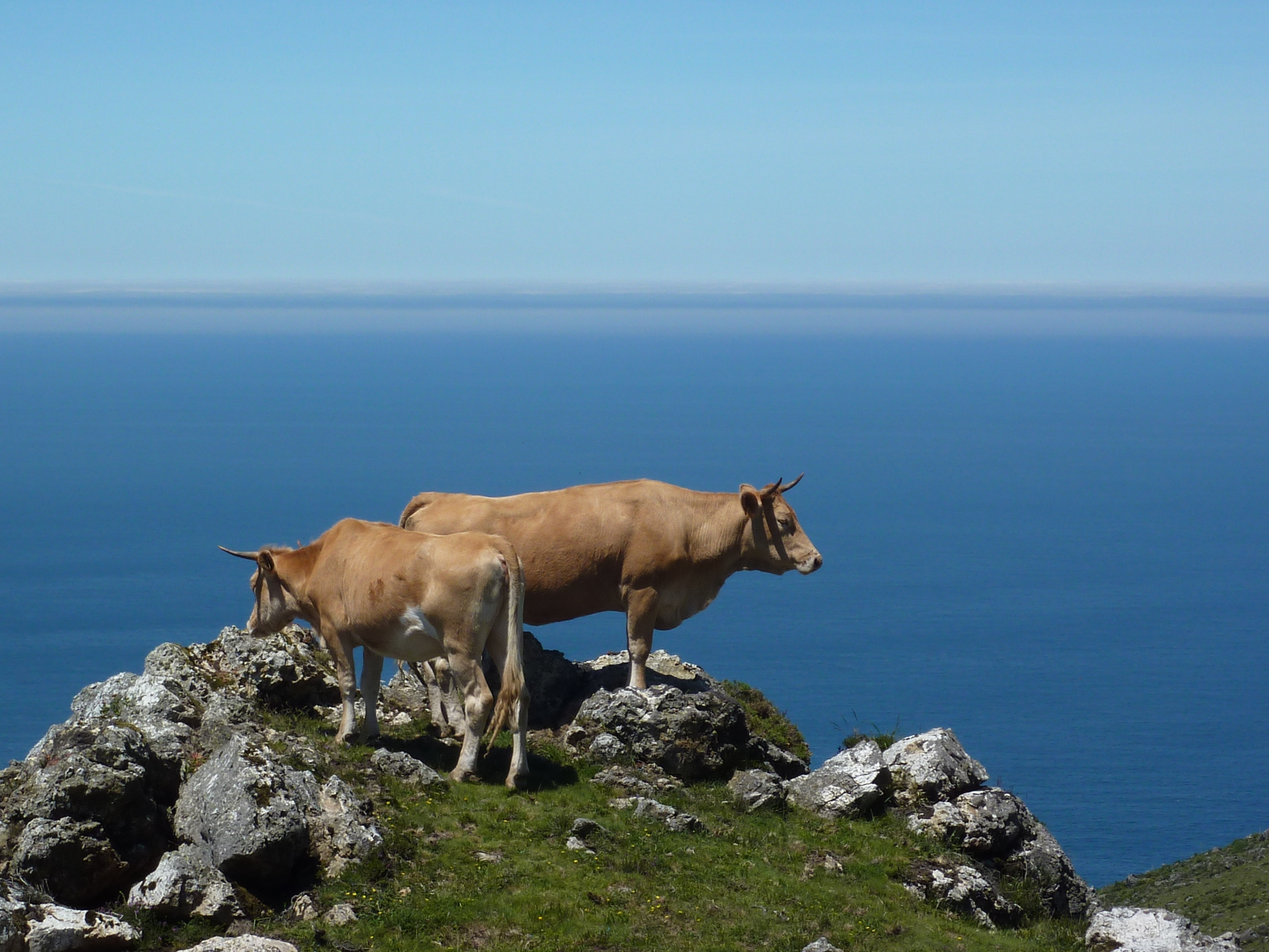
A tengerparton Cariño községben
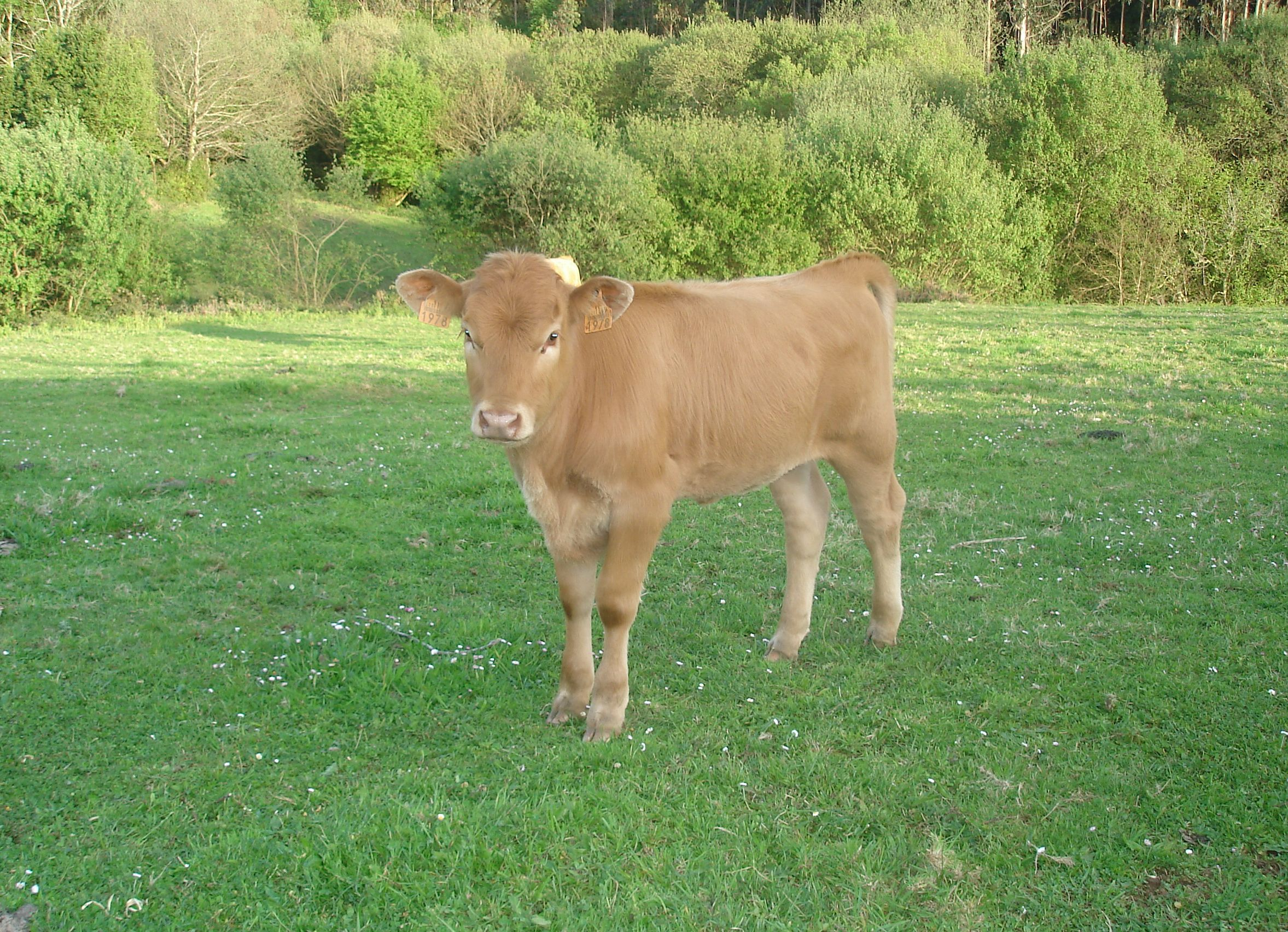
Borjú